# Stelis neudeckeri
Stelis neudeckeri là một loài thực vật có hoa trong họ Lan. Loài này được Luer & Dodson mô tả khoa học đầu tiên năm 2004.